# SpaceX CRS-31
SpaceX CRS-31, znana również jako SpX-31, to jedenasta misja bezzałogowa SpaceX na Międzynarodową Stację Kosmiczną w ramach drugiej fazy kontraktu Commercial Resupply Service, która została wystrzelona 5 listopada 2024 roku. Misja została zakontraktowana przez NASA i została wykonana przez SpaceX przy użyciu statku Cargo Dragon C208. 